# 陈策楼镇
陈策楼镇，原名王家店乡，是中华人民共和国湖北省黄冈市黄州区下辖的一个乡镇级行政单位。

## 地理与沿革
陈策楼镇位于黄州区东北部，原名王家店乡，为新设乡级集镇。1993年，当地以黄上公路为基础扩建。1994年，中共黄冈地委、地区行署将其定为全区城乡一体化建设综合开发的试验区，以聚星大道为中轴。1996年6月，因镇区位于中共一大代表陈潭秋故里、陈策楼村，而更名为陈策楼镇。镇东与团风县上巴河镇相连，南凭巴河与浠水县相望，西邻陶店乡砂子岗村，北与团风县回龙山镇和马曹庙镇毗邻。地处烽火山南麓，由东北渐次向西南方倾斜，形成低山、丘陵、平原地貌。地势起伏较缓，垄岗河谷宽阔，为丘陵地域。1997年6月，舵塘村、石头坳村、扬鹰岭村、单家堑村划归黄州火车站经济开发区管辖。陈策楼镇面积54.98平方千米，镇政府机关设在聚星大道中段北侧。

## 行政区划
陈策楼镇下辖以下地区：
范家岗村、阮家湾村、祠堂湾村、王家岗村、石头湾村、李家湾村、陈家寨村、张新湾村、雨山寺村、浒子口村、程德岗村、白虎榜村、豹子垴村、擂鼓山村、汪家学村、孟钵桥村、王福湾村、王家店村、张家铺村、破港村、周顶湾村、六庙村、古楼园村、杜家林村、龙塘村和陈策楼村。

## 产业
早期当地农业经济以水稻、油菜生产为主。1992年后提高产业结构，逐步以水稻、水产、水果三大基地产业为核心。1993年，产业凭借京九铁路建设而获得大幅提升。2002年后大量引进棉纺企业，促使棉纺产业成为该镇的支柱产业。

## 旅游文化
陈策楼镇是重要的中共党史革命地。1994年，湖北省人民政府认定陈潭秋故居为省级青少年爱主义教育基地。1996年1月，中共黄州市委在陈策村举行陈潭秋100周年诞辰暨陈潭秋铜像落成典礼会。此外当地名人还有陈荫林、萧人鹄等。

## 交通
- 京九铁路：黄州站